# قرار مجلس الأمن التابع للأمم المتحدة رقم 1203
قرار مجلس الأمن التابع للأمم المتحدة رقم 1203، المتخذ في 24 تشرين الأول / أكتوبر 1998، بعد التذكير بالقرارين 1160 (1998) و1199 (1998) بشأن كوسوفو، طالب المجلس جمهورية يوغوسلافيا الاتحادية (صربيا والجبل الأسود) بالامتثال لقرارات مجلس الأمن السابقة والتعاون مع الناتو ومنظمة الأمن والتعاون في أوروبا في بعثات التحقق في كوسوفو.
جاء القرار بسبب مذبحة غورني أوبريني.
في 16 تشرين الأول / أكتوبر 1998، وُقِّع اتفاق في بلغراد بين جمهورية يوغوسلافيا الاتحادية ومنظمة الأمن والتعاون في أوروبا ينص على إنشاء بعثة تحقق في كوسوفو، مع الموافقة على عمليات التحقق الجوية فوق كوسوفو في اليوم السابق. وكان من المقرر أن يرسل الأمين العام كوفي عنان بعثة إلى جمهورية يوغوسلافيا الاتحادية لتقييم الوضع على الأرض في كوسوفو.
وذكر مجلس الأمن أن الصراع في كوسوفو ينبغي حله سلمياً وأن يمنح الإقليم مزيداً من الحكم الذاتي وإدارة ذاتية هادفة. وفي غضون ذلك، أُدين العنف والإرهاب وتوريد الأسلحة وتدريب الإرهابيين في كوسوفو سعياً لتحقيق أهداف سياسية. وكان هناك قلق من إغلاق وسائل الإعلام المستقلة في جمهورية يوغوسلافيا الاتحادية بالإضافة إلى الكارثة الإنسانية الوشيكة في كوسوفو.
بالنظر إلى النزاع على أنه تهديد للسلم والأمن الدوليين والعمل بموجب الفصل السابع من ميثاق الأمم المتحدة، طالب القرار جمهورية يوغوسلافيا الاتحادية بالامتثال الفوري والكامل للاتفاقيات المبرمة مع الناتو ومنظمة الأمن والتعاون في أوروبا. كما كان على قيادة ألبان كوسوفو الامتثال للاتفاقات وقرارات مجلس الأمن السابقة. كما تم حث الطرفين على الدخول في حوار لحل الأزمة والتعاون مع الجهود الدولية لتحسين الوضع الإنساني. كان على ألبان كوسوفو نبذ الإرهاب والسعي لتحقيق أهدافهم بسلام وتم التأكيد من جديد على حق جميع اللاجئين في العودة إلى ديارهم.
وأخيراً، ذُكر أنه يتعين على المحكمة الجنائية الدولية ليوغوسلافيا السابقة أن تحقق في أية جرائم تُرتكب ضد السكان، وطُلبت المساعدة الدولية لهذا الغرض.
تم تبني القرار بأغلبية 13 صوتًا، مع امتناع عضوين عن التصويت من الصين وروسيا اللتين عارضتا استخدام القوة. كما عارضت الصين أي قرار من شأنه الضغط على الشؤون الداخلية لجمهورية يوغوسلافيا الاتحادية، وذكرت روسيا أن القرار لم يأخذ في الاعتبار التطورات الإيجابية في بلغراد.

## روابط خارجية
- نص القرار في undocs.org